# Carmagnola

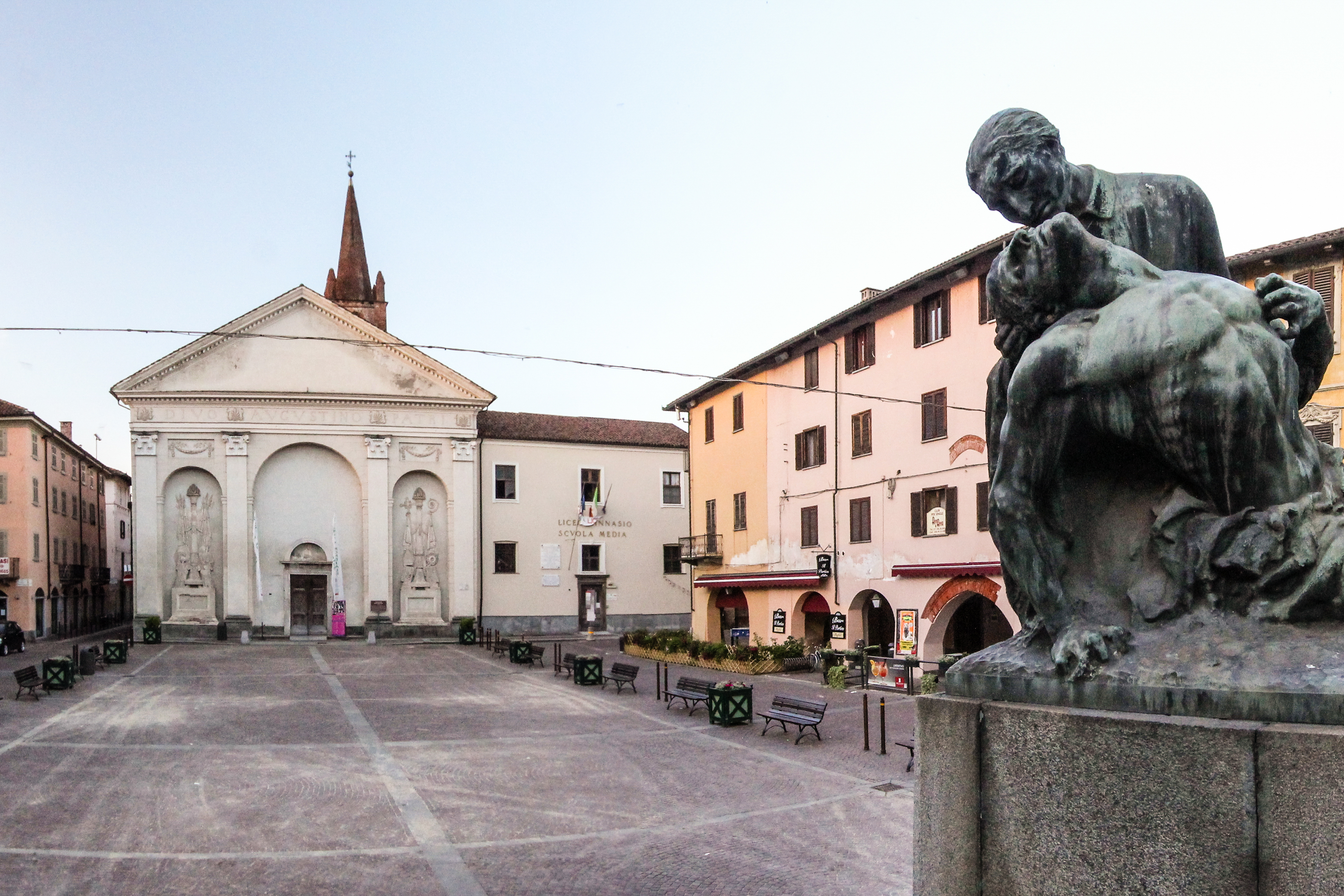
Sant'Agostino ở Carmagnola.

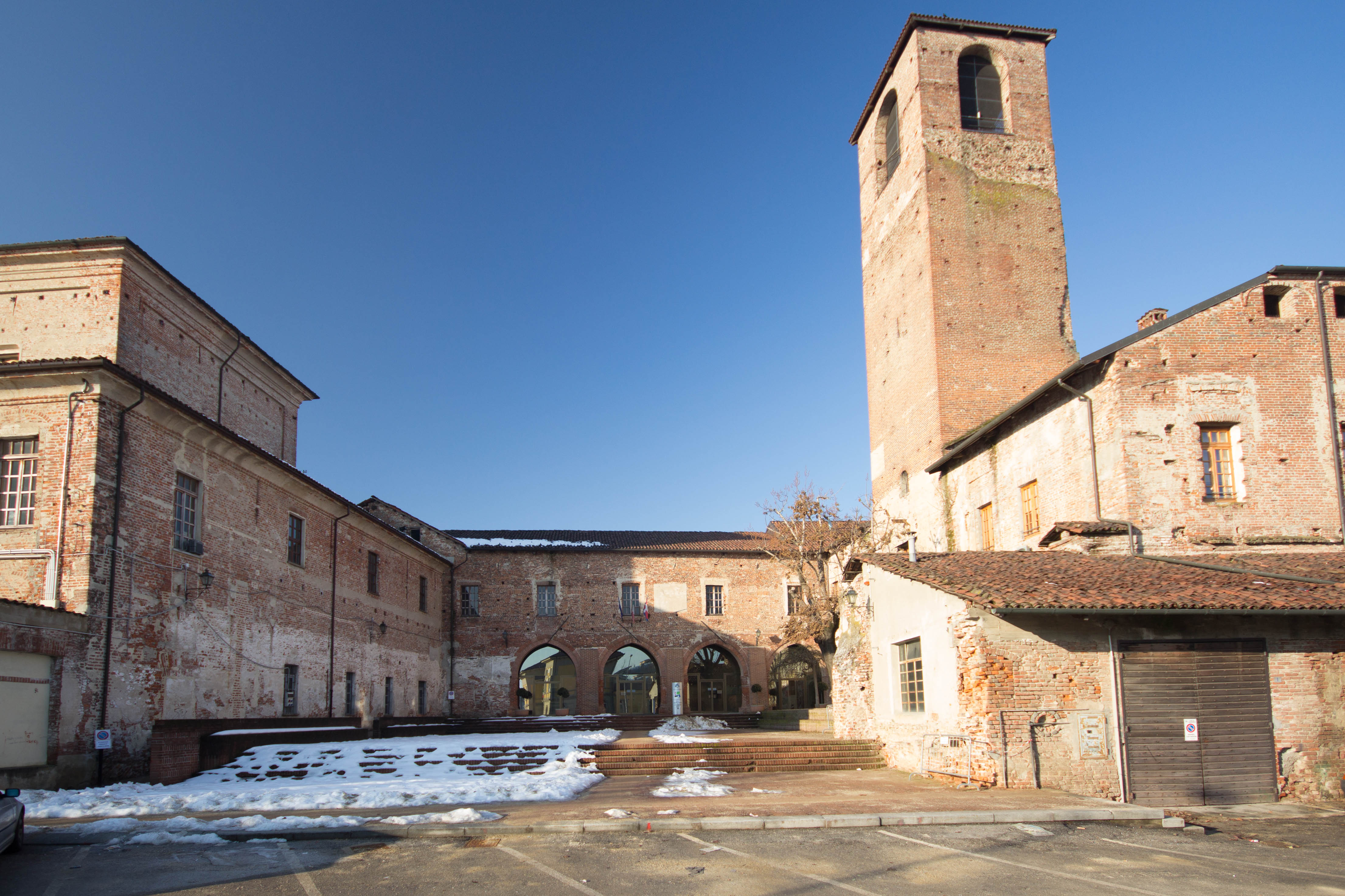
Lâu đài trung cổ nay là tòa thị chính.

Carmagnola là một đô thị ở tỉnh Torino trong vùng Piedmont, located 29 km về phía nam của Torino, nước Ý. Tại thời điểm ngày 11 tháng 7 năm 2007, đô thị này có dân số 27.043 người và diện tích là 96,4 km².
Đô thị Carmagnola có các frazioni (các đơn vị trực thuộc, chủ yếu là các làng) San Bernardo, Salsasio, San Giovanni, San Michele Grato, Cappuccini, Casanova, Tuninetti, Vallongo, và Motta e Corno.
Carmagnola giáp các đô thị: Poirino, Villastellone, Carignano, Lombriasco, Ceresole Alba, Racconigi, Sommariva del Bosco, Caramagna Piemonte.

## Thành phố kết nghĩa
- Opatija, Croatia